# Skapti Þóroddsson
Skafti o Skapti Þóroddsson (también Log-Skapti, m. 1030) fue un lagman y escaldo de Islandia en el siglo XI. Era hijo de Þóroddur Eyvindsson y pertenecía al clan familiar de los Ölfusingar. Sucedió a su tío Grímur Svertingsson como lagman cuando la voz le comenzó a fallar. Mantuvo el cargo desde 1004 hasta su muerte, durante más tiempo que ningún otro, llegando a ser el más afamado jurista de toda la historia de la Mancomunidad Islandesa. Según Íslendingabók instituyó una reforma judicial para establecer la «quinta corte» (fimtardómr) en 1005, una especie de corte nacional de apelaciones.
Skáldatal cita a Skapti como un poeta al servicio del jarl de Lade Håkon Sigurdsson pero no hay detalles sobre su carrera en la corte. Según Heimskringla, compuso un poema sobre el rey Olaf II de Noruega enviando a su hijo Steinn  para que lo presentara ante el monarca.
La única pieza de Skapti que ha llegado hasta hoy tiene connotaciones cristianas por lo que no pudo ser escrita en la corte del jarl Hákon ya que era un devoto creyente pagano. Snorri Sturluson cita media estrofa de Skapti en una discusión sobre kennings cristianos en Skáldskaparmál.
| Máttr es munka dróttins mestr; aflar goð flestu; Kristr skóp ríkr ok reisti Róms höll veröld alla. | El rey de los monjes es el más grande De la fuerza, porque Dios los gobierna; El poder de Cristo forja toda esta tierra, Y ensalzó la sede de Roma. |  |

Como primer lagman cristiano, recibió la petición del rey Olaf II para que los islandeses eliminasen todas las prácticas ofensivas paganas de sus libros de leyes y, por lo tanto, abolir el último reconocimiento legal de las costumbres paganas.
Skapti se cita en la saga de Njál donde tiene un papel secundario como intermediario junto a Snorri Goði para detener el derramamiento de sangre en un conflicto entre familias islandesas tras los violentos sucesos durante el althing de 1012.
Skapti es también un personaje recurrente en saga Flóamanna, saga de Grettir, saga de Gunnlaugs ormstungu, saga de Egil Skallagrímson, saga de Valla-Ljóts, Steins þáttr Skaftasonar, Ölkofra þáttr y Þórarins þáttr Nefjólfssonar.

## Herencia
Skapti se casó con Þóra Steinsdóttir (n. 965), hija de Steinn Brandsson (n. 945) de Rangárvallasýsla, y de esa relación nacieron dos hijos Þorsteinn (n. 985), que también aparece en la saga de Njál, Steinn (n. 990) y una hija, Arnbjörg Skaftadóttir (n. 993).